# Hans Heinrich Füssli
Hans Heinrich Füssli, född 3 december 1745 i Zürich, död där den 26 december 1832, var en schweizisk historieforskare och skriftställare. Han var son till Hans Rudolf Füssli den yngre.
Füssli var Johann Joachim Winckelmanns och Johannes von Müllers vän. År 1775 blev han professor i Schweiz historia vid universitetet i Zürich och sedermera medlem av kantonens stora råd. Han medverkade till införandet av en liberal författning. Efter helvetiska republikens organiserande (1798) var Füssli medlem av undervisningsrådet. Genom mediationsakten 1803 blev han en av de sju, som skulle införa den nya författningen i Zürich. Genom restaurationen undanträngdes han från det offentliga livet, men blev likväl sedermera medlem av stora rådet i Zürich. Bland hans skrifter bör nämnas Allgemeine Blumenlese der Deutschen (6 delar, 1782–1788), Schweizerisches Museum (1783–1790; fortsatt med Neues schweizerisches Museum, 1793–1796), Ueber das Leben und die Werke Raphael Sanzios (1815). Därjämte utgav han Sämmtliche Schriften des armen Mannes in Tockenburg (1789–1792) och fortsatte (1806–1821) det av hans far påbörjade Allgemeines Künstlerlexikon.